# Rue des Iris
La rue des Iris est une voie située dans le quartier de la Maison-Blanche du 13e arrondissement de Paris, en France.

## Situation et accès

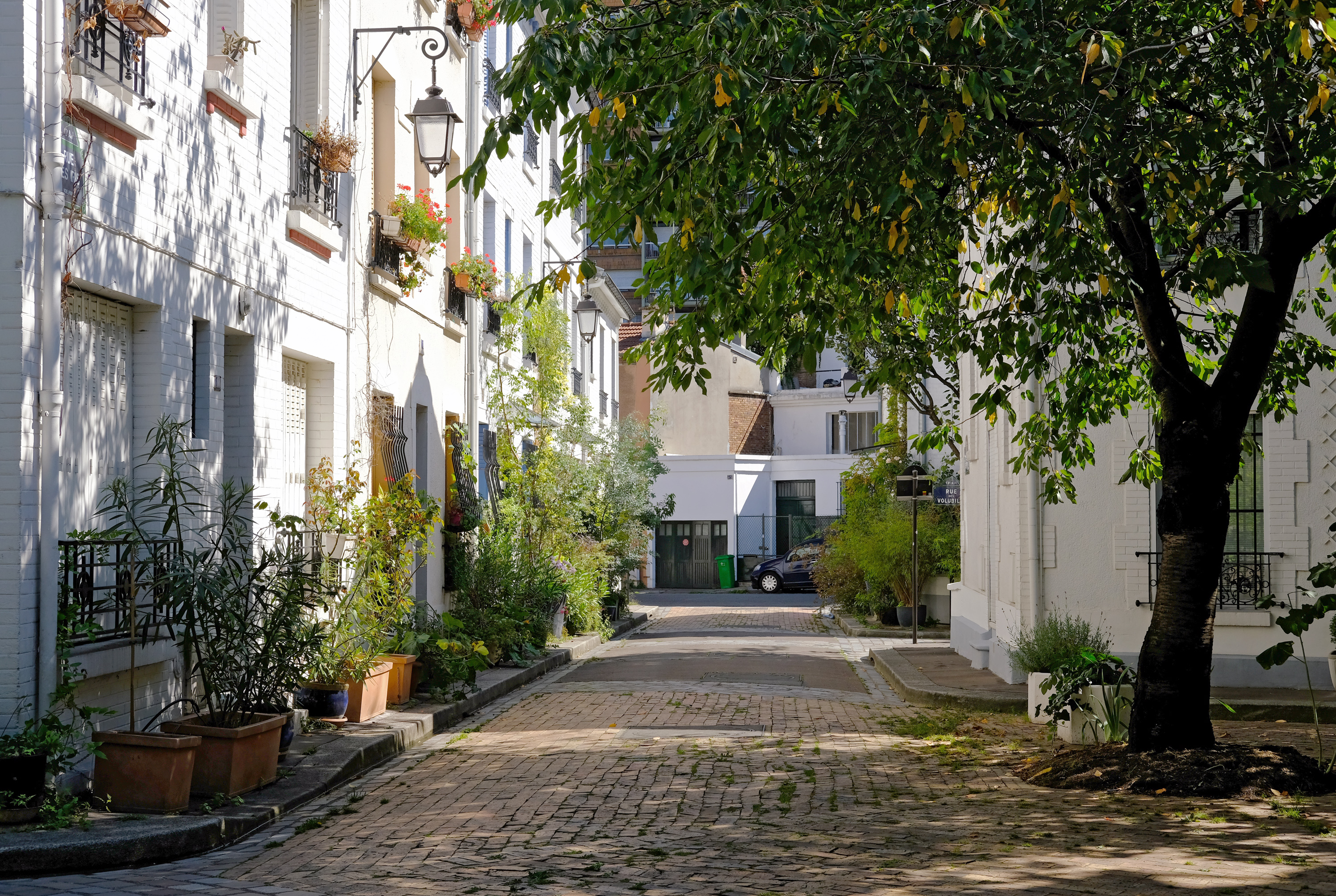
Rue des Iris.

Elle fait partie des rues qui composent la Cité florale.
La rue des Iris est desservie à proximité par la ligne 3a du tramway d'Île-de-France.

## Origine du nom
Elle fait partie des rues qui composent la Cité florale, auxquelles a été attribué le nom d'une fleur ou d'une plante, ici l’iris.

## Historique
La rue est ouverte en 1928 sur les terrains de la société Aédès et prend sa dénomination actuelle la même année.

## Bâtiments remarquables et lieux de mémoire
Une partie de l'action du film Caché, de Michael Haneke, s'y déroule, notamment la longue première séquence, un plan fixe dans lequel la plaque de la rue est nettement visible.